# Podolí u Brna

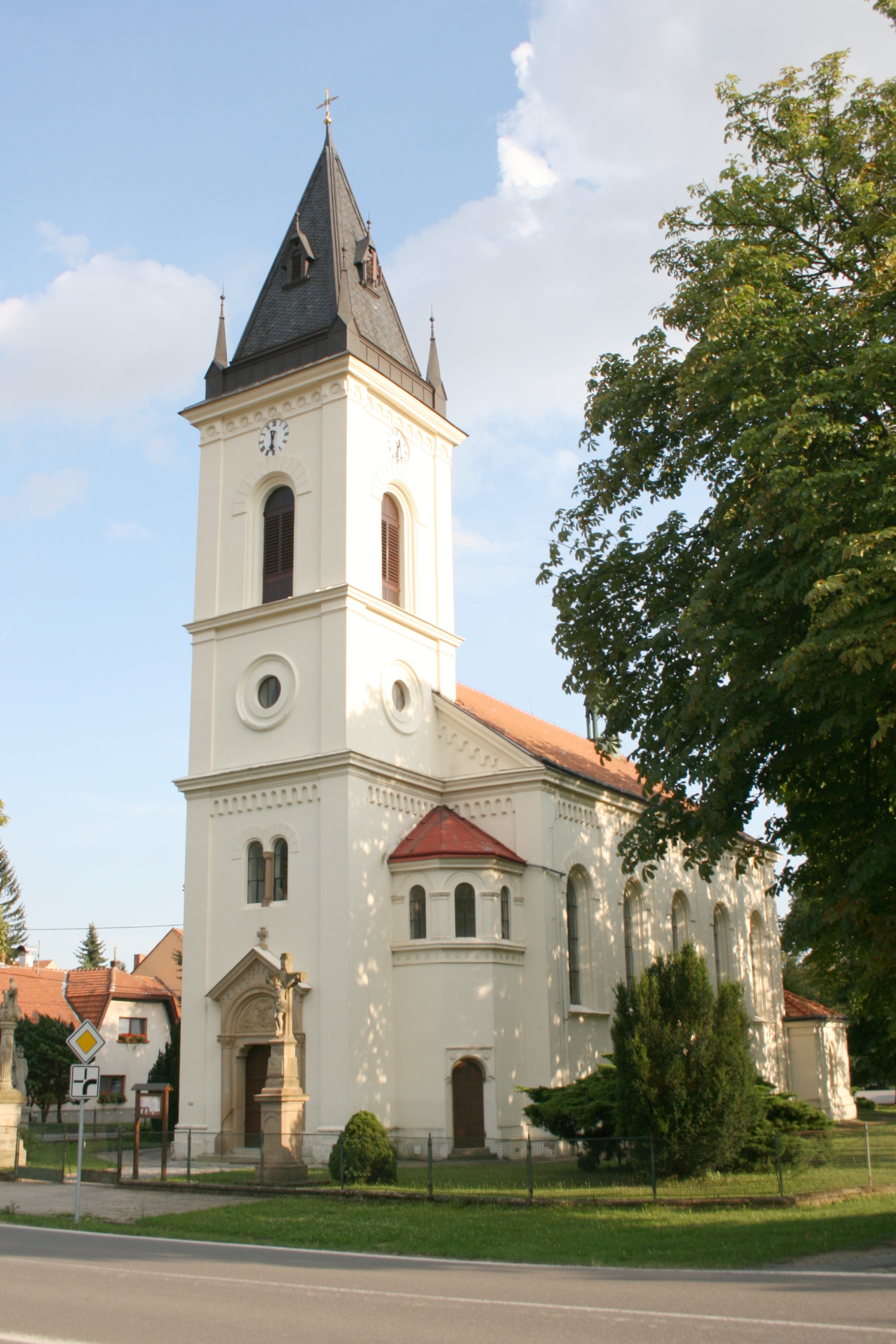
Pfarrkirche Hl. Johannes von Nepomuk

Podolí (deutsch Kritschen) ist eine Gemeinde in Tschechien. Sie liegt neun Kilometer östlich des Stadtzentrums von Brno und gehört zum Okres Brno-venkov.

## Geographie
Podolí befindet sich südlich des Drahaner Berglandes in der Thaya-Schwarza-Talsenke. Das Dorf liegt in der flachen Mulde des Flüsschens Říčka. Nördlich erhebt sich die Nová hora (324 m), im Osten der Santon (296 m), südöstlich der Žuráň (286 m), im Westen die Stránská skála (310 m) und nordwestlich die Čvrtě (331 m). Südlich des Dorfes verläuft die Trasse der Autobahn D1/E50/E462, dort liegt auch die Abfahrt 203 Brno-východ.
Nachbarorte sind Truksův Mlýn, Pernikářův Mlýn und Horákov im Norden, Velatice im Nordosten, Tvarožná im Osten, Maxlůvka und Jiříkovice im Südosten, Bedřichovice im Süden, Slatina im Südwesten, Kandie, Juliánov und Židenice im Westen sowie Líšeň im Nordwesten.

## Geschichte
Die Gegend von Podolí ist seit der Steinzeit besiedelt. Archäologische Fundstätten befinden sich auf den Fluren Čtvrtě, Hrubé Podsedky, Lepiny, Nad Paloukem, Nad Pindulkou, Palouk, Pololány, Šelov, Vážany und Žuráň. Im Jahre 1907 wurde bei Schachtarbeiten eine große spätbronzezeitliche Grabstätte entdeckt, in der 145 Gräber untersucht wurden. Im selben Jahre erfolgte im Ausflugslokal Pindulka die erste archäologische Ausstellung in Mähren. Funde aus Podolí wurden auch für 1908 in Kroměříž eröffnete Jubiläumsausstellung gespendet. Die Urnenfeldkultur wurde nach ihrem Fundort als Kritschener Kultur (podolská kultura) bezeichnet. Am Fuße des Felsens Žuráň wurde 1853 ein großer Grabhügel mit einigen, ursprünglich reich ausgestatteten Gräbern aus der Zeit der Völkerwanderung entdeckt, die bald nach ihrer Errichtung ausgeraubt worden sind. Zwischen 1948 und 1950 erfolgte eine teilweise Untersuchung der Grabstätte auf dem Žuráň. Dabei wurde festgestellt, dass in den Gräbern Angehörige der Oberschicht eines germanischen Stammes bestattet sind. Der Brünner Frühgeschichtler Josef Poulík geht davon aus, dass der zum Ende des 5. und Anfang des 6. Jahrhunderts angelegte 14 m hohe Grabhügel die Grabstätte des um 539 verstorbenen langobardischen Herzogs Wacho ist. Einige andere Historiker vermuten darin eher die Grablege des herulischen Stammesfürsten Rudolf.
Die erste schriftliche Erwähnung von Podolí erfolgte in einer am 24. September 1237 für das Kloster Obrowitz ausgestellten päpstlichen Besitzbestätigungs- und Bewilligungsurkunde Gregor IX. Darin wurden weiterhin die Dörfer Klobouky, Diváky, Bohunice, Kohoutovice, Zábrdovice, Ochoz, Křtiny, Kohi, Utěšenice, Zbýšov, Šaratice, Mezilesice, Čenkovice, Velké Hostěrádky, Bohumilice, Kamenec, Jezera, Kovalovice, Drahoňovice und Levice als klösterlicher Besitz genannt.
Ursprünglich bestand die Ansiedlung aus zwei Ortschaften. Das Gut Kříčeň lag am linken Ufer der Říčka und das Dorf Podolí am rechten. Nachfolgend wechselten die Besitzer häufig. Besitzer von Kritschen war ab 1358 der Brünner Bürger Johann Eberhardt. Podolí gehörte zu dieser Zeit den Herren von Lelekovice. 1369 erwarb das Kapitels St. Peter in Brünn beide Ortschaften und vereinte sie zu einer Herrschaft Kritschen. Nach Kritschen waren zu dieser Zeit die Dörfer Horní Heršpice, Komárov, Přízřenice, Bohunice, Zvonovice, Rousínovec, Dolní Heršpice, Nebovidy, Hartlůvka, Cejl, Prace, Bedřichovice, Velešovice und Ořechov untertänig. Die Lage am Olmützer Steig führte während des Dreißigjährigen Krieges zu Militärinvasionen. 1642 und 1645 wurde das Dorf von den Schweden, die erfolglos Brünn belagerten heimgesucht. Das älteste Ortssiegel stammt von 1644. Weitere Kriegsdurchzüge erfolgte zum Ende des 17. Jahrhunderts. Im Jahre 1795 bestand das Dorf aus 74 Häusern sowie einer Schenke, dem herrschaftlichen Hof, einer Schmiede, Brennerei, Brauerei, Mühle sowie Schäferei und hatte 447 Einwohner. Ende 1805 fanden bei Křičeň Kämpfe der Schlacht bei Austerlitz statt.
Nach der Aufhebung der Patrimonialherrschaften bildete Křičeň/Kritschen ab 1850 eine politische Gemeinden in der Bezirkshauptmannschaft Brünn. Seit 1851 wurde Podoly als tschechischer und Kritschen als deutscher Ortsname gebraucht. 1877 wurde die Schule in Podolí eingeweiht.

## Gemeindegliederung
Für die Gemeinde Podolí sind keine Ortsteile ausgewiesen.

## Partnergemeinden
- Kuchyňa, Slowakei
- Ay-sur-Moselle, Frankreich

## Sehenswürdigkeiten
- Pfarrkirche des hl. Johannes von Nepomuk, der neoromanische Bau entstand zwischen 1897 und 1899
- Statuen des hl. Florian und Franz Xaver, geschaffen 1749
- Schloss Podolí, erbaut 1792–1795 für das Brünner Kapitel
- Sühnestein im Schlossgarten
- Rudolf Březa-Galerie

## Söhne und Töchter der Gemeinde
- Wilhelm Tkaný (1792–1863), Botaniker
- Rudolf Březa (1888–1950), Bildhauer
- Jan Rusňák (1911–2001), Maler
- Květa Legátová (1919–2012), Schriftstellerin